# Pyrgilauda davidiana
Pyrgilauda davidiana (também conhecida como Montifringilla davidiana) é uma espécie de ave da família Passeridae.
Pode ser encontrada nos seguintes países: China, Índia, Mongólia e Rússia.
Os seus habitats naturais são: campos de gramíneas de clima temperado.